# McRae (Georgia)
McRae – miasto w Stanach Zjednoczonych, w stanie Georgia, siedziba administracyjna hrabstwa Telfair.